# Extinktion (astronomi)
Extinktion är en term som används inom astronomi för att beskriva den absorption och spridning av ljus från astronomiska objekt orsakat av materia (huvudsakligen rymdstoft och gas) mellan observatören och det utstrålande objektet. För observatörer på jorden uppstår extinktion både från det interstellära mediet och från jordens atmosfär. I båda fallen är blått ljus starkare filtrerat än rött (inte att förväxla med rödförskjutning) vilket bland annat är orsaken till att objekt ser rödare ut ju närmare horisonten man observerar det. Speciellt tydligt är detta för solen.

## Interstellär extinktion
Generellt sett varierar interstellär extinktion med våglängden på ett sätt som är förvånansvärt enhetligt längs med olika synlinjer inom Vintergatan och kan karaktäriseras av en standardkurva för extinktion. Men mängden extinktion varierar stort, från nästan ingen absorption alls till många fall när objekt är fullständigt osynligt vid optiska våglängder, vilka ofta bara kan ses vid andra våglängder som infrarött ljus och radiovågor.
Ovanpå standardkurvan för extinktion finns många mindre absorptionsfenomen, vilka har olika ursprung och kan ge ledtrådar om vad det interstellära mediet består av. En av de viktigaste typerna av absorptionsfenomen är det diffusa interstellära banden av vilka ungefär 100 vanligen ses i stellära spektrum. Ursprunget till dem har varit föremål för en het debatt under många år, men nuvarande idéer föreslår att molekylära polycykliska aromatiska kolväten (PAH) kan vara ursprunget till de flesta eller samtliga av dessa band.
Extinktion av ett specifikt band (X) definieras som AX = (m - m0)X där m är den observerade magnituden hos bandet och m0 är magnituden vid frånvaro av rymdstoft. Extinktion är nära relaterat till förrödning (reddening) vilket definieras som E(X-Y) = AX - AY. Typiska band som används är Johnson B- och V-band. Lutningen av extinktionskurvan, RV, är definierad som
{\displaystyle R_{V}={\frac {A_{V}}{A_{B}-A_{V}}}={\frac {A_{V}}{E(B-V)}}}.
I vår egen galax, Vintergatan, är det typiska värdet för RV 3,1. Detta värde varierar för andra galaxer.
Ett annat användbart förhållande som rör extinktion är omvandlingen från väte-kolumndensiteten (mängden väte mellan observatören och objektet som observeras). I en studie av källor av röntgenstrålning inom Vintergatan  härleddes förhållandet 
{\displaystyle N_{H}=1,79\pm 0,03A_{V}\times 10^{21}} cm-2. 

### Beräkning av en standardiserad extinktionskurva
Flera metoder kan användas för att beräkna en standardiserad extinktionskurva. Ett sätt är att jämföra de med spektrum från andra källor som tros vara mycket lika, men på olika avstånd. Skillnaden mellan formen på spektrumet är då endast orsakat av extinktion. Ett annat sätt är genom att beräkna ett teoretiskt icke förrödat spektrum, och sedan jämföra detta med det observerade spektrumet.

### Mätning av extinktion av ett objekt
När en standardiserad extinktionskurva har erhållits kan mängden extinktion av ett enskilt objekt bestämmas. Gällande stjärnor kan ett teoretiskt spektrum jämföras med det observerade spektrumet för att avgöra mängden förrödning. Med utstrålande nebulosor undersöker man vanligen förhållandet mellan två emissionslinjer vilkat inte borde ha blivit påverkade av temperaturen och densiteten hos nebulosan. Till exempel är förhållandet mellan utstrålningen av alphaväte och betaväte alltid runt 2,85 vilket gäller vid många olika fysiska förutsättningar i nebulosan. Ett förhållande på annat än 2,85 måste därför bero på extinktion vilken därigenom kan beräknas.

## Atmosfärisk extinktion
Atmosfärisk extinktion varierar med läge och altitud. Astronomiska observatorier är generellt sett kapabla att karakterisera den lokala extinkionskurvan mycket väl, vilket tillåter en noggrann justering av dess observationer. Ändå är atmosfären fullständigt ogenomskinlig för många våglängder vilka kräver satellitobservationer för att studera.
Atmosfärisk extinktion har tre huvudsakliga komponenter: Rayleigh-spridning från luftmolekyler, spridning från aerosoler och molekylär absorption. Den viktigaste källan av den molekylära absorptionen i atmosfären är ozon vilket absorberar starkt vid nära-infraröda våglängder.
Mängden atmosfärisk extinktion beror på altituden hos ett objekt och är lägst vid zenit och högst vid horisonten. De beräknas genom att multiplicera den standardiserade extinktionskurvan med luftmassan under varaktigheten av observationen.

## Läs mer
- Rödförskjutning
- Elektromagnetiska spektrumet